# العلاقات البالاوية النيبالية
العلاقات البالاوية النيبالية هي العلاقات الثنائية التي تجمع بين بالاو ونيبال.

## مقارنة بين البلدين
هذه مقارنة عامة ومرجعية للدولتين:
| وجه المقارنة                                              | بالاو                         | نيبال                             |
| --------------------------------------------------------- | ----------------------------- | --------------------------------- |
| المساحة (كم2)                                             | 465                           | 147.18 ألف                        |
| عدد السكان (نسمة)                                         | 21.73 ألف                     | 29.40 مليون                       |
| الكثافة السكانية (ن./كم²)                                 | 4.67 ألف                      | 199.76                            |
| العاصمة                                                   | نغيرولمود، كورور              | كاتماندو                          |
| اللغة الرسمية                                             | لغة إنجليزية، اللغة البالاوية | اللغة النيبالية                   |
| العملة                                                    | دولار أمريكي                  | روبية نيبالية                     |
| الناتج المحلي الإجمالي (بليون دولار)                      | 291.54 مليون                  | 24.47 مليار                       |
| الناتج المحلي الإجمالي (تعادل القوة الشرائية) بليون دولار | 326.12 مليون                  | 70.20 مليار                       |
| الناتج المحلي الإجمالي الاسمي للفرد دولار أمريكي          | 13.50 ألف                     | 743                               |
| الناتج المحلي الإجمالي للفرد دولار أمريكي                 | 14.76 ألف                     | 2.37 ألف                          |
| مؤشر التنمية البشرية                                      | 0.780                         | 0.548                             |
| رمز المكالمات الدولي                                      | +680                          | +977                              |
| رمز الإنترنت                                              | .pw                           | .np                               |
| المنطقة الزمنية                                           | ت ع م+09:00                   | UTC+05:45، التوقيت الموحد لنيبال ‏ |

## منظمات دولية مشتركة
يشترك البلدان في عضوية مجموعة من المنظمات الدولية، منها:
| علم المنظمة | اسم المنظمة                        | تاريخ انضمام بالاو | تاريخ انضمام نيبال |
| ----------- | ---------------------------------- | ------------------ | ------------------ |
|             | مؤسسة التنمية الدولية              | 16 ديسمبر 1997     | 6 مارس 1963        |
|             | مؤسسة التمويل الدولية              | 16 ديسمبر 1997     | 7 يناير 1966       |
|             | منظمة حظر الأسلحة الكيميائية       | ?                  | ?                  |
|             | الأمم المتحدة                      | 15 ديسمبر 1994     | 14 ديسمبر 1955     |
|             | البنك الدولي للإنشاء والتعمير      | 16 ديسمبر 1997     | 6 سبتمبر 1961      |
|             | وكالة ضمان الاستثمار متعدد الأطراف | 16 ديسمبر 1997     | 9 فبراير 1994      |
|             | بنك التنمية الآسيوي                | 2003               | 1966               |
|             | يونسكو                             | 20 سبتمبر 1999     | 1 مايو 1953        |

## وصلات خارجية
- موقع وزارة الخارجية النيبالية